# 王绥 (琅邪)
王绥（？—？），字万子，又称王万，琅邪郡临沂县（今山东省临沂市）人，王戎之子。

## 生平
王绥少年时就有美名，但很肥胖，王戎让他吃糠，王绥却更肥胖了。王绥特别器重裴瓒，经常跟随裴瓒行游。王绥的父亲王戎对王绥说：“裴瓒当初不来，你却多次前往找他，为什么？”王绥回答说：“裴瓒虽然不了解王绥，王绥自己了解裴瓒。”王绥后被征辟为太尉掾，他没有接受任命，虚龄十九的时候就去世了。竹林七贤的儿子中，王绥被认为能成大器，但不幸早夭。王绥本来打算娶裴遁的女儿，他不幸早逝后，王戎伤痛过度，不许他人求婚，裴遁的女儿因此到年老都没有人敢迎娶。
《世说新语·伤逝第十七》记载了山简在王绥去世后拜访王戎的故事，吴士鑑认为王绥去世时已经十九岁，不应该被称为“孩抱中物”，《世说新语》是误把王衍写成了王戎，且把王衍丧幼子之事与王绥去世合而为一了。